# 工业导向型教育
工业导向型教育（英語：Industry Oriented Education），为一种教育模式，旨在直接把工业上的课题搬到课堂，通过课题的讨论，引进必要的理论和基础（例如数学）。
其起源于职业教育。直到2004年，工业导向型教育应用于非学位教育。 2004年的亚太工业与教育合作研讨会上，工业导向型教育被应用在学士学位的教育随后应用在硕士学位的教育。

## 例证
工业导向型教育陆续在新西兰的国立理工学院施行。举例，在新西兰的理工学院提供了一个工程技术学士学位, 与综合性大学提供的工程学学士比较，其区别在于课程重点和职业选择上的不同。虽然综合性大学工科学士学位的毕业生有明确的职业工程师的职业选择，并且以工程硕士和博士学位进一步深造途径, 理工学院的工程技术学士毕业生在工作市场上定义为 一般的"工程技术人员"，并没有定义明确的进一步深造途径。因此, 理工学院的工科本科毕业生的进一步学习途径或专业发展, 可以从行业的需求逻辑上找到。
由于在新西兰理工学院的本科和硕士学位中引入了工业导向教育, 最近一些研究与发展项目突显与综合性大学的不同。根据行业需求, 在但尼丁的理工学院把原有的传统的企业设计硕士学位的招生范围延伸到工程和技术领域, 以便于培养高科技产品设计师。所以理工学院的工程技术学士毕业生, 可以找到自己的研究生深造途径。